# Mont Sagrat
Mons Sacer va ser el nom donat a un turó a uns 5 km de Roma més enllà de l'Annio a la dreta de la via Nomentana. És esmentat durant les dues revoltes polítiques del plebeus de Roma: el 494 aC, quan es van instaurar els tribuns de la plebs, i en memòria de l'acord i la lex sacrata que va seguir, es va erigir un temple en aquest lloc, i el turó va agafar el nom de Sacer Mons; i la segona quan es van establir els decemvirs quan els plebeus retirats a l'Aventí, es van traslladar al Sacer Mons.